# Baeoura tonnoiri
Baeoura tonnoiri är en tvåvingeart som först beskrevs av Alexander 1926.  Baeoura tonnoiri ingår i släktet Baeoura och familjen småharkrankar. Inga underarter finns listade i Catalogue of Life.